# Catoblemma brevipalpis
Catoblemma brevipalpis là một loài bướm đêm trong họ Erebidae.